# Baal Shem Tov
Rabbi Israël ben Eliezer (רבי ישראל בן אליעזר), né le 25 août 1698 et mort le 22 mai 1760 en Pologne, appelé le « Baal Shem Tov » (litt. Maître du Bon Nom) ou le Besht הבעש"ט par acronyme, est un rabbin, fondateur du hassidisme, courant mystique du judaïsme.
Le Baal Shem Tov est né seulement cinquante ans après les pogroms des cosaques de Khmelnytsky qui en 1648 ont ravagé les communautés juives d’Europe orientale. 100 000 Juifs sont massacrés dans toute l’Ukraine et certaines communautés sont entièrement anéanties. C'est une époque qui suit l'avènement des faux messies Sabbataï Tsevi et Jacob Frank. Pour aider son peuple à surmonter ces épreuves physiques et morales, et inspiré par les enseignements cabbalistiques du rabbin Isaac Louria, le Baal Chem Tov prône la joie populaire contre l’austérité et l’élitisme des autorités religieuses de son temps.

## Éléments biographiques
Le peu de renseignements biographiques sur le Besht est, dans de nombreux cas, lié à des légendes de miracles : il est donc difficile d'arriver à des faits historiques, mais on en sait davantage sur le contexte de sa vie. Le Baal Shem Tov a vécu et enseigné en Podolie, province alors polonaise et aujourd'hui ukrainienne. Il est né en 1698 à Okopy dans l'oblast de Ternopil et est mort à l'âge de 62 ans en 1760 à Medjybij.
Dans cette grande Pologne du XVIIIe siècle, la population juive dépasse 1 500 000 personnes, soit environ 10 % de la population du pays et constitue l'essentiel de la population juive de l'Europe. Elle est placée sous une protection personnelle du roi. La Pologne est alors le plus important foyer de vie spirituelle et intellectuelle hébraïque avec de nombreuses et réputées yechivot (écoles réligieuses) et une autonomie culturelle garantie par le Conseil des Quatre Pays (Va'ad arba' aratzot), un parlement juif.

### Jeunes années
Israël ben Eliezer est le fils d'Eliezer et de Sarah : des gens pauvres, droits, et pieux. Lorsqu'il devient orphelin, la communauté le prend en charge. Il fait fréquemment l'« école buissonnière », étant souvent retrouvé dans les bois ou dans d'autres lieux solitaires, observant la nature et jouissant de ses beautés. Plus grand, afin de subvenir à ses besoins, il travaille comme assistant d'enseignant au heder (école primaire), gardien de la synagogue, abatteur rituel et comme livreur d'argile.
Âgé de dix-huit ans, il s'installe comme enseignant à Tluzt près de Zalichtchyky sur le Dniestr, à la frontière moldave. En raison de son honnêteté reconnue et de sa connaissance de la nature humaine, il est choisi comme médiateur pour résoudre les conflits pouvant survenir au sein de la communauté juive. Le rabbin Ephraim de Brody, venu lui demander de résoudre un problème, voit en lui un homme de valeur. Il lui offre sa fille Hanna en mariage, et les fiançailles sont conclues. Le rabbin meurt cependant très peu de temps après.
La parade nuptiale est traditionnelle. Vêtu comme un paysan, Israël Baal Shem Tov se présente à Brody devant Abraham Guershon de Kouty, frère de la jeune fille, doyen du tribunal rabbinique de Brody et autorité reconnue dans la Kabbale et le Talmud. Abraham Guershon allait lui donner l'aumône, lorsque le Besht sort une lettre de sa poche, le désignant comme le fiancé de sa sœur. Abraham Guershon essaie alors, en vain, de dissuader sa sœur Hanna de se marier avec Israël ben Eliezer.

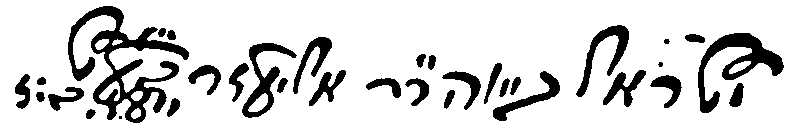
Signature d'Israël ben Eliezer.

Après leur mariage, ils habitent chez Abraham Guershon. Lors de discussions talmudiques, devant les lettrés invités par son beau-frère, le Besht parle comme un paysan et Guershon lui conseille de se mettre à l'étude. Autodidacte, le Besht refuse obstinément. Le rabbin Guershon offre au couple, dont la présence bouleverse la réputation intellectuelle de sa demeure, d'aller habiter une petite maison qu'il possède dans les Carpates. Son beau-frère pourrait y mener la vie simple qu'il aime. Le Besht accepte avec enthousiasme. Plus tard, son beau-frère devient l'un de ses plus grands disciples.
Hanna Guershon et Israël ben Eliezer ont deux enfants : Adèle [1720] et, une quinzaine d'années plus tard, Tzvi-Hirsh.

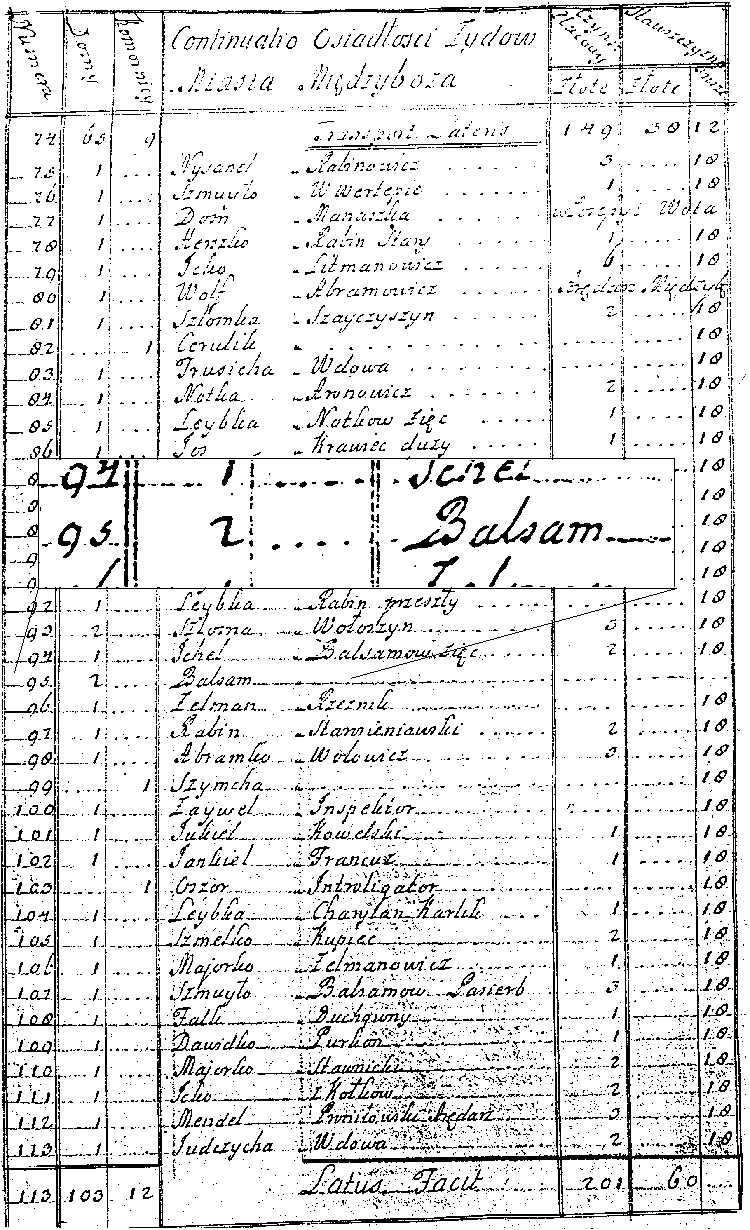
Liste des contribuables de la ville de Medjybij.

### Medjybij
Les nombreuses années qu'il passe dans les Carpates lui permettent de se rapprocher des gens simples qu'il aime tant. Israël Ben Eliezer apprend à utiliser des plantes à des fins médicinales et sa première apparition en public est celle d'un simple herboriste qui prescrit des remèdes, mais rédige aussi des amulettes.
Après de nombreux voyages en Podolie et Volhynie, où il se fait une réputation de faiseur de miracles, le Besht compte assez de disciples pour établir son autorité. Il décide (vers 1740) de s'installer à Medjybij pour diffuser ses enseignements. L'élite spirituelle vient l'écouter. Medjybij devient le premier centre du mouvement hassidique.
En 1746, le Besht révèle à ses disciples que, lors d’une élévation spirituelle, le Mashiah (Messie) lui a garanti qu’il se dévoilerait à l’humanité quand ses enseignements seront suivis dans le monde entier (révélation commune à toutes les religions du Livre).
Plus tard, de grandes autorités rabbiniques, unanimement reconnues, deviennent ses disciples et attestent de son érudition, pas tant livresque que spirituelle. Il s'agit notamment de Meir Margaliot, rabbin de Lviv et d'Ostroh, auteur du Meir Netivim (une œuvre de responsa halachique), du rabbin Yaakov Yossef Hakohen de Polnne et le rabbin Maggid de Mezeritch. Il faut souligner que le célèbre rabbin séfarade Haïm David Azoulay (le Hida) cite le « Baal Shem Tov » dans ses œuvres en des termes très élogieux.
Parmi les différentes preuves de l'existence historique du Besht, nous disposons de :
- son livre de prières quotidiennes (siddour) avec des notes manuscrites dans les marges ;
- sa tombe, qu'on peut encore voir aujourd'hui, dans le cimetière juif de Medjybij ;
- plus récemment, le professeur Moshe Rosman du département d'histoire juive à l'Université Bar-Ilan découvre, dans les archives de la ville de Medjybij, la liste des contribuables. On y trouve le nom Baal Shem, docteur exonéré d'impôts, ainsi que ceux de nombreuses personnes citées dans le livre Les prodiges du Baal Shem Tov . À partir de 1760 le « Baal Shem Tov » ne figure plus dans les listes[10].

Dernièrement, la maison d'étude et synagogue du Besht a été reconstruite par l'Agoudat Ohalei Tzadikim, organisation qui s'occupe de préserver le patrimoine et les cimetières juifs dans les pays de l'ex-URSS.

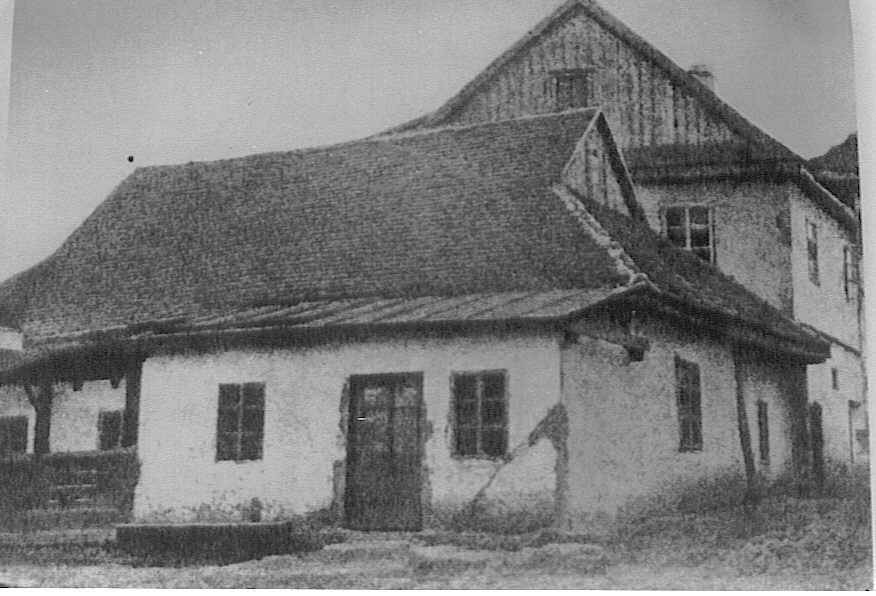
Extérieur de l'école du Baal Shem Tov à Medjybij vers 1915
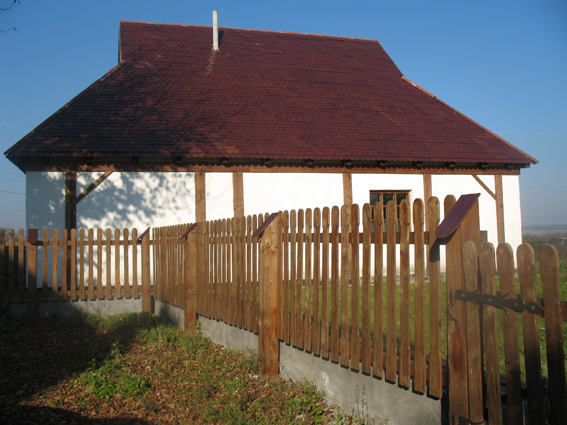
L'école du Baal Shem Tov reconstruite en 2005
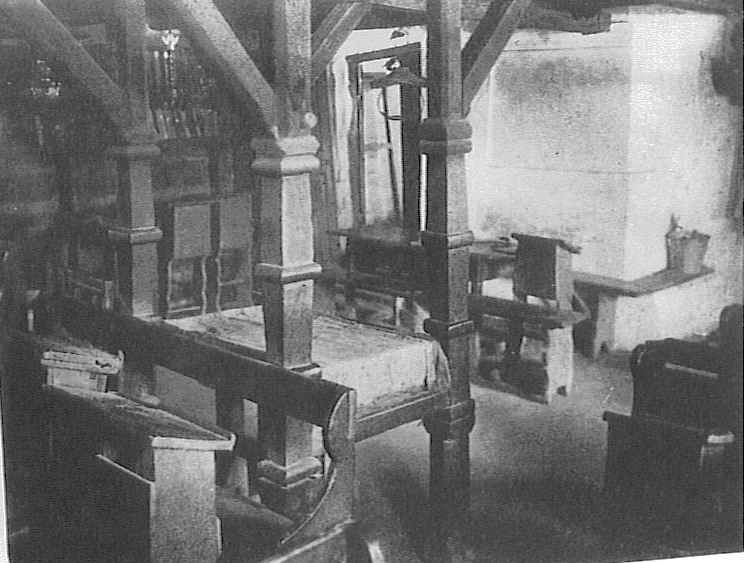
Intérieur de l'école vers 1915
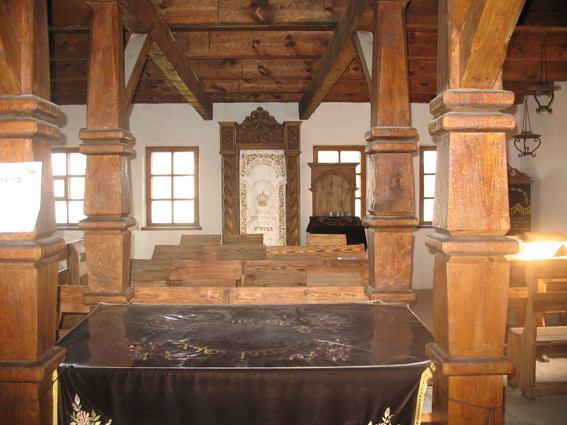
Le même, reconstruit en 2005

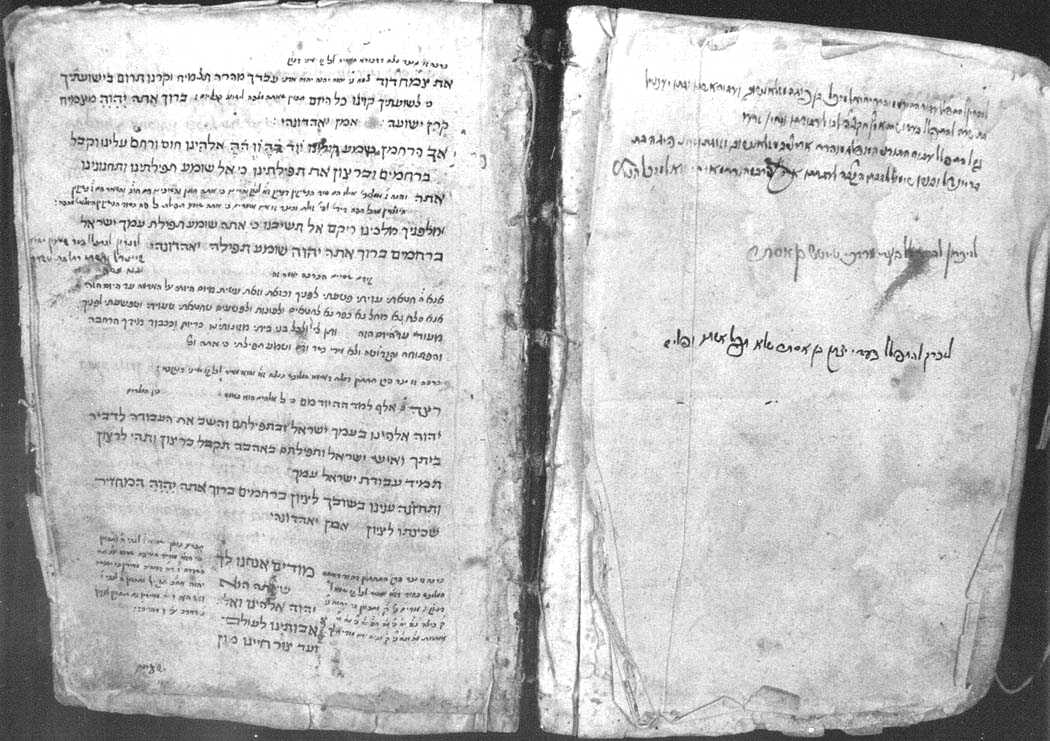
Livre de prières du Besht (bibliothèque Habad).

### Dernières années
Du vivant du Besht, il y a très peu d'antagonisme entre les différents mouvements du judaïsme.
Le Besht rejoint le parti des mitnagdim dans leurs disputes contre les mouvements sectaires frankistes. Il est l'un des délégués au Conseil des Quatre Pays (Va'ad arba' aratzot) dans une controverse publique avec les frankistes qui opposaient le Sepher ha-Zohar (Livre de la Splendeur), l'œuvre maîtresse de la Kabbale, au Talmud, rejetant les pratiques et principes du judaïsme. Le Besht, spécialiste du Zohar, est l'éloquent défenseur du Talmud.
Le Besht dit que le baptême des frankistes a été dramatique: car tant qu'un membre malade est lié à l'organisme, il peut encore espérer être sauvé, mais, une fois amputé, il s'en est allé, et il n'y a plus d'espoir.
Les émotions liées aux menaces que le mouvement frankiste font peser sur le judaïsme (conversion aux autres religions du Livre, donc disparition), ainsi que le regret de n'avoir pas pu assister à leur repentir, semblent nuire à la santé du Besht. Il meurt le 22 mai 1760 à Medjybij, peu de temps après la conversion de nombreux frankistes au christianisme.

## Œuvre

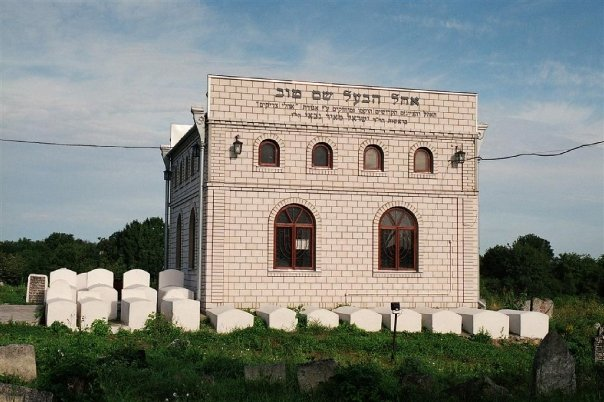
Mausolée sur la tombe du « Baal Shem Tov »

Dix thèmes principaux forment la base de l'enseignement du Besht, sur lesquels est fondé le hassidisme :
1. la foi,
2. la confiance en Dieu,
3. savoir reconnaître Dieu en toute circonstance,
4. la prière,
5. l'étude sincère de la Torah,
6. l'amour d'Israël (le peuple juif),
7. la confiance accordée aux justes,
8. l'unité du peuple juif,
9. La bonté,
10. La joie.

### Enseignements
La pensée du Besht met l'accent sur le salut individuel obtenue par la dvekout : l'union directe avec Dieu. Tout en insistant sur la nécessité d'étudier la Torah, le Besht privilégie la prière par rapport à l'étude talmudique qui est la norme dans la communauté juive : ainsi, le hassidisme acquiert la réputation d'être plus mystique qu'intellectuel, plus émotionnel que rationnel.
Les trois thèmes cardinaux conseillés par le Besht sont : 
- joie excluant toute mortification (Simha);
- la modestie, la repentance, la simplicité (Shiflout) ;
- embrasement de l'amour (Hitlaavout).

Par le moyen de la prière pratiquée dans certaines dispositions, l'être humain atteint un degré où il n'y a plus de séparation entre Dieu et lui, où ses pensées profanes sont sanctifiées, car dans ces pensées se trouvent des étincelles de sainteté (Nitsotsot de Kedousha) datant de la destruction du Temple et du début de la Diaspora. La prière aide donc à la libération de ces étincelles et à la réparation du monde (tikoun haolam).
Au centre de la communauté se tient désormais le Juste, le tsadik, maître d'un nouveau savoir. Ce sage, maître, intercesseur, possède un pouvoir miraculeux. Aussi ignorant soit-il du chemin pour atteindre la dvekout, communion avec Dieu ou extase divine, le tsadik, médiateur entre l'Homme et Dieu, aide les fidèles par son exemple et sa parole. Il assume leurs peines et leurs épreuves, les oriente vers la divinité.
La doctrine du Besht emprunte à la kabbale ses principaux thèmes, qu'elle popularise et, très vite, les cercles kabbalistiques se rattachent à la doctrine du Besht. Son principal disciple, Maggid de Mezeritch, dit Grand Maguid, envoie ses disciples propager cet enseignement et essaimer le mouvement à travers la Pologne-Lituanie. Des dynasties hassidiques y apparaissent, développant leurs propres traditions au sein d'un peuple fervent, joyeux et illuminé par l'attachement à Dieu et à la Torah.

#### Les grandes idées
Le Baal Shem Tov reprend les thèmes fondamentaux de la foi juive, en insistant sur la nécessité d'une implication émotionnelle, de la joie et de la plus parfaite sincérité dans le cadre du service divin.
Au premier plan du hassidisme défendu par Israël Ben Eliezer se trouve une conception radicalement à l'opposé du panthéisme et fortement marquée par l'omniprésence de Dieu dans un monde physique dont l'existence est si absurde et si précaire face à l'absolu Divin que son existence de chaque instant n'est due qu'à la décision omnipotente de Dieu de le faire exister.
- Toute la création est une manifestation de la volonté divine.
- L'existence du monde n'est pas nécessaire. Seul la décision de Dieu, Lui qui est libre, absolu et omnipotent par excellence, peut le maintenir en existence, sans quoi la création cesserait aussitôt d'exister.
- Il n'y a pas de fin à la quête de Dieu, le but de la connaissance est de prendre conscience que l'on ne sait pas. Pour autant, celui qui cherche à s'attacher à Dieu, même s'il ne pourra voir le Roi en personne, pourra visiter les splendides pièces de ses palais, et son amour et sa révérence pour le Souverain n'en seront que multipliés.
- Même l'existence du mal est voulue pour un temps déterminé par Dieu pour donner à l'homme la possibilité de choisir d'accomplir la volonté de Dieu, et d'en acquérir le mérite.
- Aucune chose n'est entièrement mauvaise en soi, mais seulement dans l'usage que l'Homme peut en faire.
- Le bien consiste à révéler en toute chose la volonté divine qui le fait exister, et le but pour lequel il a été créé.
- Le concept d'attachement à Dieu - Dvekout - signifie que le hassid doit avoir conscience de la divinité, à chaque instant, autant que possible : c'est la solution à la confrontation avec le mal.
- La pratiques des Mitsvot (613 commandements divins auxquels le juif est astreint) et l'étude de la Torah sont les moyens nécessaires et indispensables pour parvenir à la Dvekout - Attachement à Dieu.
- Dans l'étude de la Torah, mais aussi lors des activités profanes, qu’il mange, boive ou traite ses affaires, il doit garder conscience que toute activité est acte de foi. (Aussi, le Hassid ne mangera pas pour son propre plaisir mais uniquement pour prendre les forces nécessaires à son service Divin.)
- Les opposants au hassidisme s’élèvent contre cet enseignement dans lequel ils perçoivent une certaine négation de l’étude de la Torah, valeur suprême[13].
- Le Baal Shem Tov donne une importance particulière à la prière qui doit être faite avec enthousiasme et grande concentration d'esprit : Tout ce que j'ai accompli, je ne l'ai pas atteint par l'étude, mais par la prière.

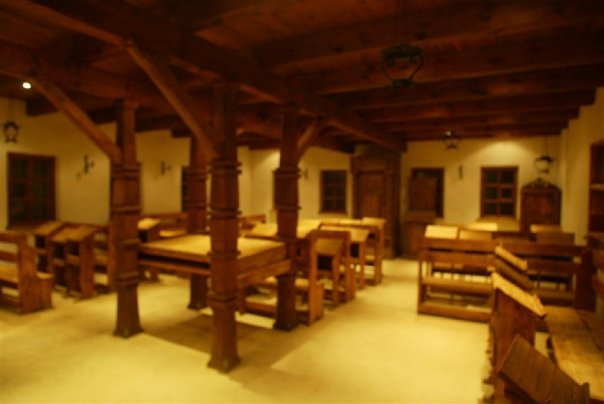
La synagogue du BeSht reconstruite et transformée en musée

- Le Besht ne s’oppose pas à la pratique du Judaïsme lituanien, mais à la façon dont il est pratiqué.
- Le Besht réalise son idéal : sa vie est un modèle pour ses disciples.
- L'étude du Talmud constitue un facteur essentiel dans la vie religieuse, mais une relation amicale avec les pécheurs est encore plus importante que la prière.
- La vie du Besht est générosité et bienveillance. Ce qui le distingue de ses contemporains est son aversion des conflits, sa clémence et sa joie de vivre.
- Les méthodes d'enseignement du Besht diffèrent de celles de ses adversaires et contribuent à son succès.

### Écrits
Le Besht n'a rien écrit et ce sont ses disciples qui publièrent ses enseignements. Les paroles du Baal Shem Tov sont publiés dans les écrits de ses disciples dans lesquels ils formulent leurs propres interprétations des idées du maître. La principale source biographique du Besht est le livre Shivchei-HaBesht.
Pour son enseignement, les publications suivantes sont particulièrement représentatives :
- Toldot Yaakov Yossef, Ben Porat Yossef, et Tsafnat Panéah publiées par Yaakov Yossef Hakohen de Polnne.
- Likoutim Yekarim publié par Samuel b. Juda Leyb Segal.
- Tzava'at Haribash, des directives, des doctrines et des instructions religio-éthiques.
- Keter Shem Tov, une anthologie de ses enseignements, principalement établie à partir des œuvres de  Yaakov Yossef Hakohen de Polnoa, et du Likoutim Yekarim.
- Sefer Baal Shem Tov, une anthologie en deux volumes de ses enseignements compilés à partir de plus de 200 textes hassidiques, et qui constituent la collection la plus complète.

## Opposition
Le Besht et sa doctrine émergent peu après la période des faux messies (sabbatéens et frankistes). De plus, un hassid est un homme pieux, un fervent qui veut transfigurer son existence en prière et être l'acteur de la renaissance de sa vie par-delà les autorités officielles.
Dans ce contexte, l'enseignement du Besht est mal accueilli par les rabbins et les notables communautaires car sa doctrine défie la tradition intellectuelle de l'étude talmudique, socialement très sélective, en réhabilitant la piété spontanée de l'ignorant, en nivelant les croyants (« par le bas », disent les adversaires du hassidisme).
Cette opposition, plutôt silencieuse durant la vie du Besht, s'amplifie après sa mort, en réaction à la création, par ses disciples, de communautés hassidiques, distinctes des communautés officielles.
La réaction des opposants talmudistes est organisée d'abord par Gaon de Vilna, un des plus grands érudits de son temps. Elle est radicale, allant jusqu'aux anathèmes (herem) en 1772 puis en 1781. Mais le hassidisme demeure attaché à la halakha (loi juive) et à la morale traditionnelle, relègue le messianisme dans un futur improbable et réhabilite l'étude talmudique.
Les rabbins hassidim voient accourir en leurs demeures des milliers de visiteurs en quête d'une atmosphère mystique et fraternelle, d'un contact personnel avec leurs chefs spirituels, dont ils attendent des enseignements, conseils, bénédictions et parfois même des interventions thaumaturgiques.

## Légendes
Le Besht est l'une des figures les plus intéressantes de l'histoire juive moderne. C'est « un homme du peuple et pour le peuple », objet de nombreuses légendes dont il est dit : celui qui croit à toutes les histoires sur le « Baal Shem Tov » est naïf, mais celui qui croit qu'elles sont toutes fausses est un hérétique.
Il y a différentes légendes sur sa filiation :
- Le rabbin Abraham Yehochoua Heschel de Apta raconte que la maison de ses parents était ouverte à tous. Afin d’offrir toujours l'hospitalité, ils postent des gardiens à chaque coin du village pour localiser les hôtes et inviter les pauvres.

Comme les anges des cieux (malakhim) louaient son sens de l'hospitalité, il fut décidé qu'il serait mis à l'épreuve. Satan se propose comme émissaire mais le prophète Elie s'y oppose, et c'est lui qui se présente le samedi après-midi. Que fait Eliezer de la profanation du shabbat en public ? Pour ne pas faire honte à son invité, il l'accueille aimablement et lui offre de rester pour le repas. En voyant sa noble conduite, le prophète Elie se révèle à Eliezer et lui dit : grâce à ta piété et ta ténacité, tu auras un fils qui éclairera Israël. Or Éliezer et son épouse Sarah avaient abandonné tout espoir d'avoir un jour un enfant. Mais approchant le centenaire, le fils promis est né : ils le nomment Israël. Les parents du Besht sont décédés peu après sa naissance.
Avant de mourir, son père l'appelle à son chevet et lui dit : Israël, n'aie peur de rien, sauf du Créateur du monde, aime tout juif et ne repousse personne.
- La légende hassidique raconte encore que, dans un pays voisin, un Baal Shem, nommé Adam, laisse à son fils de précieux manuscrits mystiques. Il lui recommande de les remettre au seul homme capable, à son époque, de les comprendre, à Israël ben Eliézer, dont Dieu lui a révélé la grande mission. Il va au village que son père lui avait indiqué, et s'informe sur Israël ben Eliézer. On lui dit que ce jeune homme habite la yeshiva, mais qu'on ne le croit pas bien savant. Le voyageur lui parle, et Israël simule l'ignorance. L'envoyé pose, sur la table, quelques-uns des manuscrits, puis fait semblant de s'endormir. À son réveil, il trouve le Besht penché sur les textes mystérieux. Ils commencent alors à les étudier ensemble et cela dure plusieurs années.

- À cette époque aussi, selon la légende hassidique, le Baal Shem Tov apprend à faire des miracles en prononçant le tétragramme divin « je suis ce que Tout est » : à Constantinople, où il s'est arrêté dans ses périples vers la Terre d'Israël, il est reçu avec une hospitalité inhabituelle par une famille juive sans enfant. En échange de leur bienveillance, le Besht, au moment de partir, leur promet un fils, en prononçant le tétragramme divin. À peine l'incantation prononcée, le Besht entend une voix venant des cieux déclarant qu'il avait perdu sa part dans le monde futur, car il avait forcé la main de Dieu. Au lieu de s'attrister sur son sort, le Besht crie de joie : béni sois-Tu, ô Seigneur, par Ta miséricorde : en effet maintenant que je peux vraiment te servir par amour, car je n'ai plus de récompense à attendre dans le monde futur !

- Les chevaux volants du « Baal Shem Tov » : il existe de multiples versions de cette légende qui raconte que ses chevaux le transportaient sur sa carriole d'un endroit à un autre à une vitesse surnaturelle, à tel point qu'on les croyait capables de voler dans les airs[15]. Ce miracle est illustré entre autres par un tableau de l'artiste-peintre et illustrateur new-yorkais Zalman Kleinman intitulé "Chassidim traveling to their Rebbe" qui illustre l'album Yiddish Gems, volume 1 (1992), du chanteur hassidique Avraham Fried. Zalman Kleinman a peint plusieurs variantes sur ce thème, dont une intitulée "Going to Lubavitch"[16].

## Décès
Le jour de la fête de Chavouoth, le 6 Sivan 5520 du calendrier hébraïque (1760) qui commémore le don de la Torah au peuple juif sur le mont Sinaï, et qui est également l'anniversaire du décès du Roi David, le Baal Shem Tov quitte ce monde, entouré de ses plus fidèles disciples dans son domicile à Medjybij.
Ses derniers mots seront, citant le verset des psaumes (36;12) : "Que le pied de l’orgueil ne m’atteigne point".

## Disciples
L’essentiel du patrimoine éthique du Baal Chem Tov est transmis par ses disciples. Avec leurs partisans, ils diffusent rapidement le hassidisme : au début du XIXe siècle, la moitié des juifs d’Europe orientale appartient au mouvement hassidique.
Parmi ses disciples on compte les rabbins :
- Yaakov Yossef Hakohen de Polonne (1710-1784) ;
- Zeev Wolf Kitzes de Medjybij (~ 1685-1788) ;
- Yechiel Michel de Zolotchiv (1721-1786) ;
- Maggid de Mezeritch (1704-1772) ;
- Pinhas de Korits (1728-1790) ;
- Menahem Nahoum Twerski de Tchernobyl (1730-1797), fondateur de la dynastie hassidique de Tchernobyl ;
- Arye Leib de Chpola (1725-1812) ;
- Abraham Gershon de Kitov (1701-1761), beau-frère du « Baal Shem Tov », descendant (peut-être le petit-fils) de Sabbataï ha-Kohen (le Shach, 1625-1663) ;
- Meir Margaliot de Ostroha ;
- Moshé Haïm Ephraim de Soudylkiv ;
- Borukh de Medjybij, petit-fils du « Baal Shem Tov » et oncle de Nahman de Bratslav.

## Aphorismes
- Pour sortir ton ami de la fange, n’aie pas peur de te salir.
- Lorsque Dieu souhaite punir un homme, il le prive de la foi.
- Si ton fils s’engage sur de mauvaises voies, aime-le davantage.
- Une jouissance perpétuelle cesse d'être une jouissance.
- La crainte de Dieu sans joie n'est pas crainte, mais dépression.
- Même le corps d'un saint est fait de chair.
- La source de la tristesse, c'est l'orgueil, quand un homme pense que tout lui est dû.
- Un homme qui est tellement pris par l'étude, comment peut-il trouver le temps de penser à Dieu ? (remarque satirique dirigée contre l'adversaire, un talmudiste typique de son époque).

## Le hassidisme dans la culture cinématographique
De nombreux films films sont imprégnés par l'esprit hassidique :
- Un violon sur le toit (1971) de Norman Jewison ;
- La Clepsydre (1973) de Wojciech Has ;
- Austeria (1983) de Jerzy Kawalerowicz ;
- Yentl (1983) de Barbra Streisand ;
- La vie est belle (1997) de Roberto Benigni ;
- Train de vie (1998) de Radu Mihaileanu
- Va, vis et deviens (2005) de Radu Mihaileanu